# Famille Gauthiot d'Ancier
 (août 2024).
Si vous disposez d'ouvrages ou d'articles de référence ou si vous connaissez des sites web de qualité traitant du thème abordé ici, merci de compléter l'article en donnant les références utiles à sa vérifiabilité et en les liant à la section « Notes et références ».
La famille Gauthiot d'Ancier est une famille de seigneurs d'Ancier de l'ancien Comté de Bourgogne du Moyen Âge (à 3 km à l'ouest de Gray) en Haute-Saône en Bourgogne-Franche-Comté, avec pour membre le plus notoire, Simon Gauthiot d’Ancier (1490-1556) (surnommé « le petit Empereur de Besançon ») prévôt de Gray du bailliage de Franche-Comté, cogouverneur de Besançon, pour l'empereur du Saint-Empire romain germanique Charles Quint.

## Historique
Quelques membres de la famille des seigneurs Gauthiot d'Ancier (avec pour devise familiale « Spes mea Deus » (Dieu est mon espérance, en latin, inscrit sur le fronton de la façade de l'Hôtel Gauthiot d'Ancier (Gray)) :

### Guy Gauthiot d'Ancier (14??-1509)
Avocat fiscal du parlement de Dole / château de Dole(alors capitale du comté de Bourgogne, actuelle Franche-Comté approximative, dirigé par les comtes, rois, et empereurs de la Maison de Habsbourg d'Autriche et d'Espagne, depuis la Succession de Charles le Téméraire de l'État bourguignon, avec le mariage en 1477, de la duchesse héritière Marie de Bourgogne avec l'empereur Maximilien Ier de Habsourg).

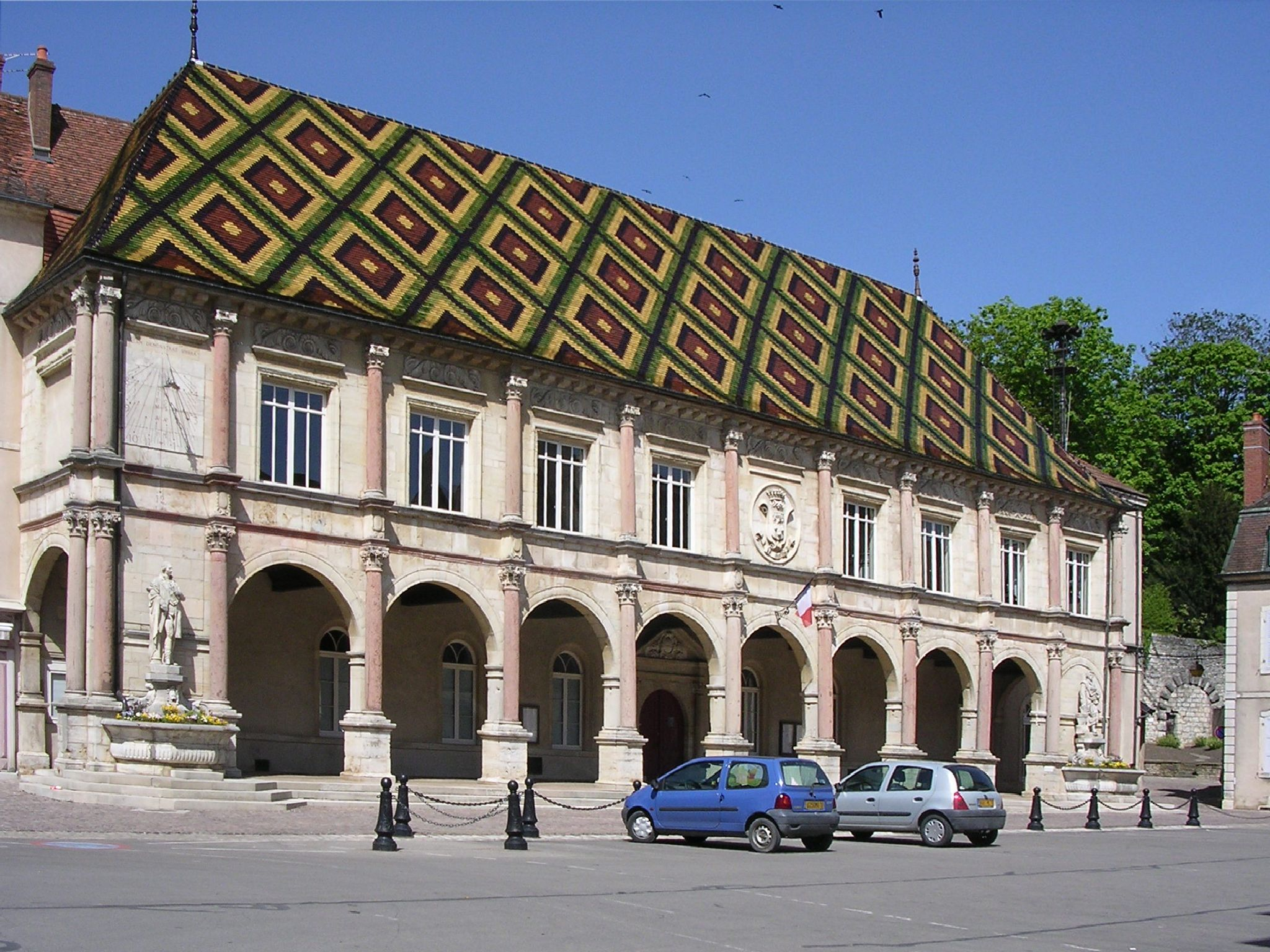
Ancien Hotel de Ville de Gray (avant 1568)
- Hotel de Ville Renaissance de 1568, en tuile vernissée de Bourgogne
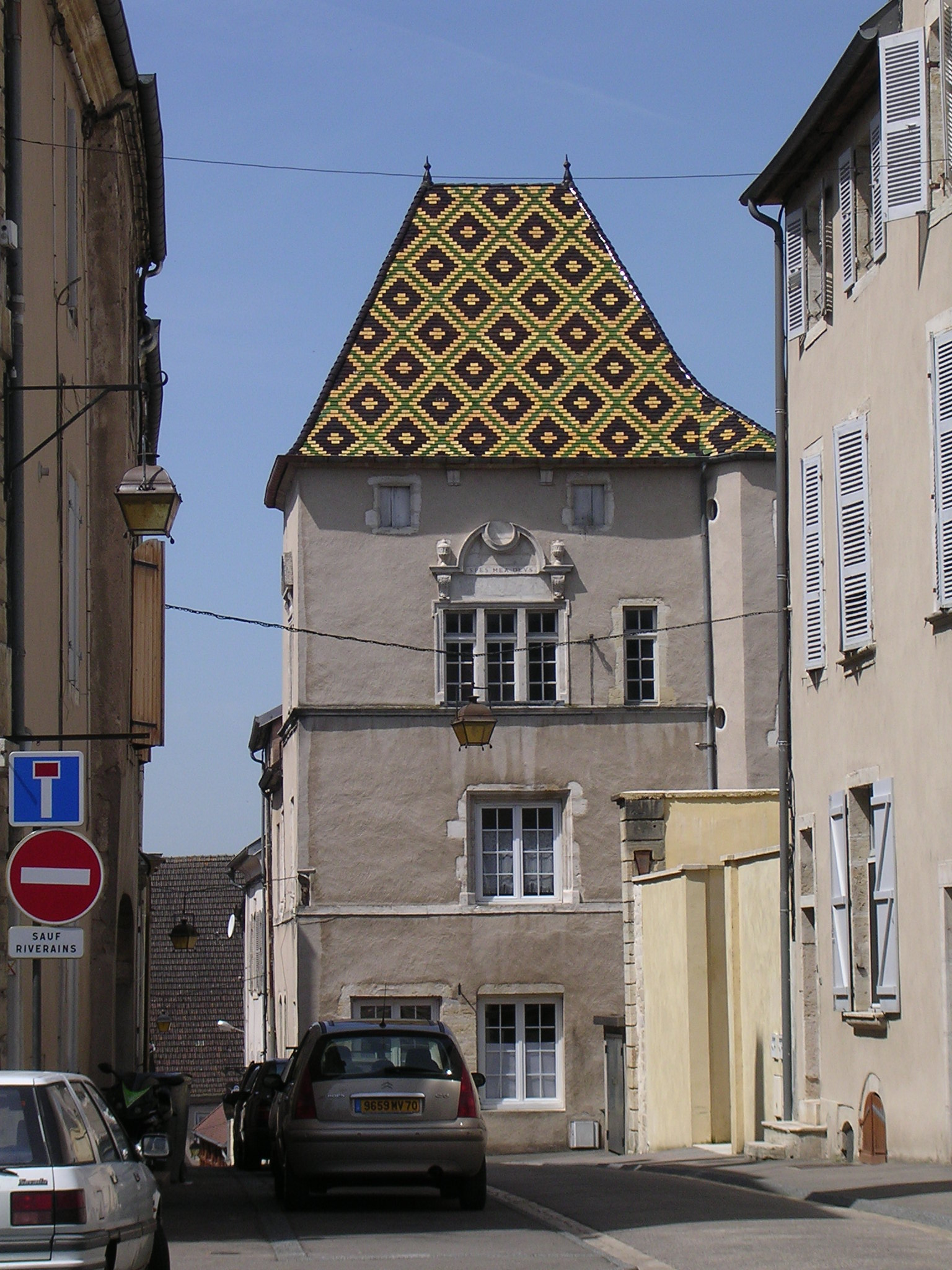
Hôtel Gauthiot d'Ancier (Gray), rue des Terreaux
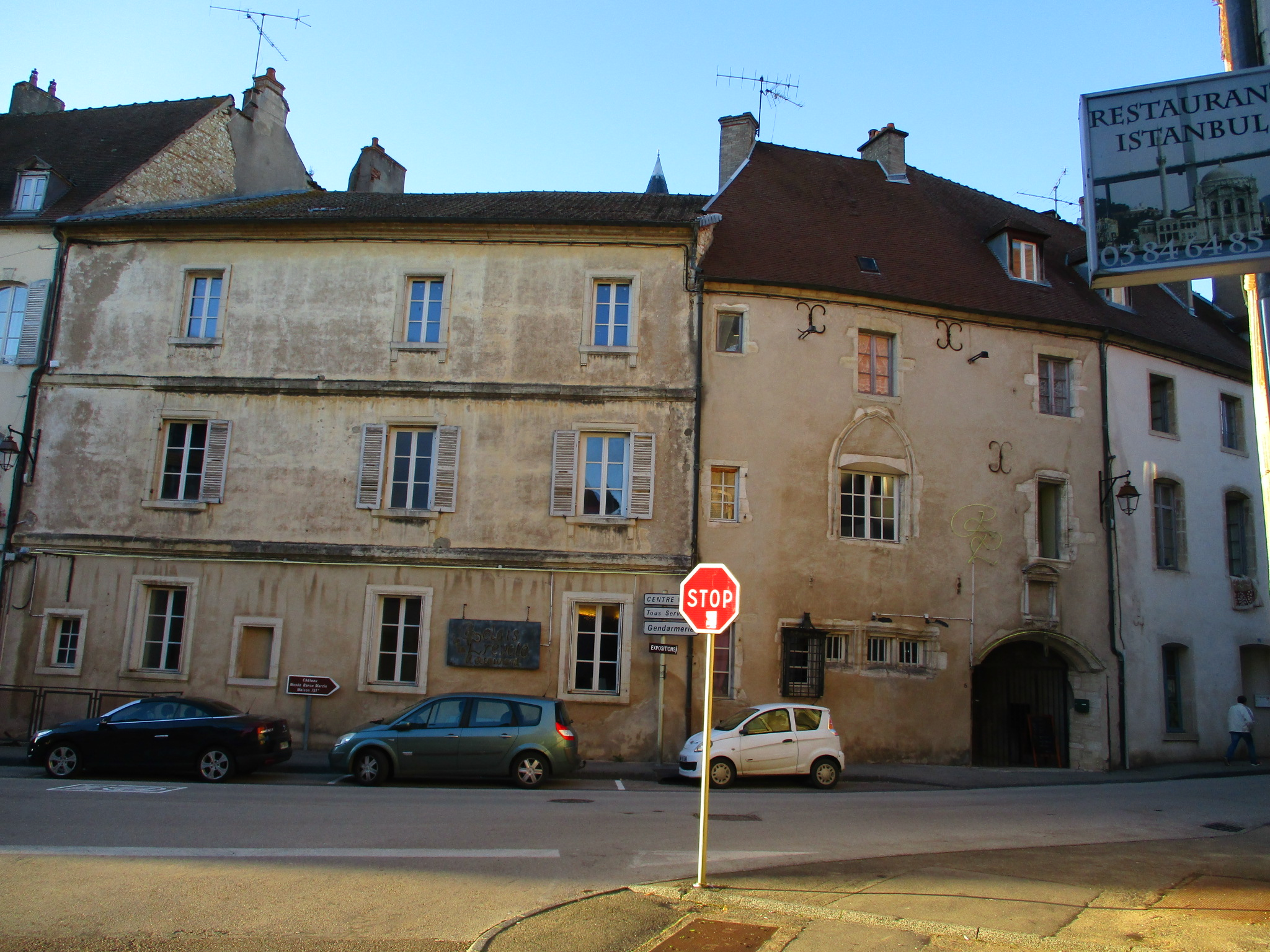
Ancienne prévôté de Gray, 6 et 8 rue du marché
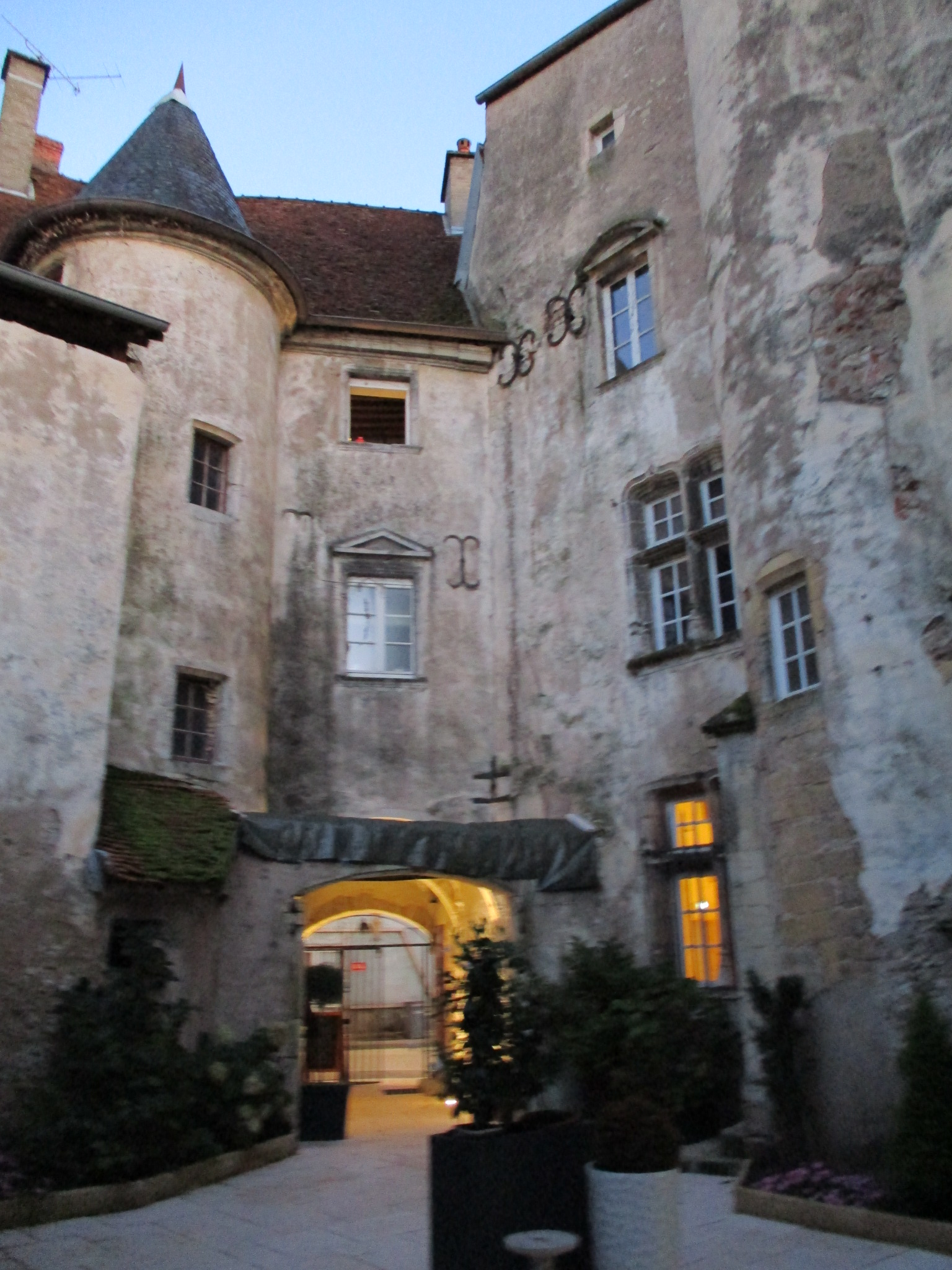
Cours intérieure de la Prévôté
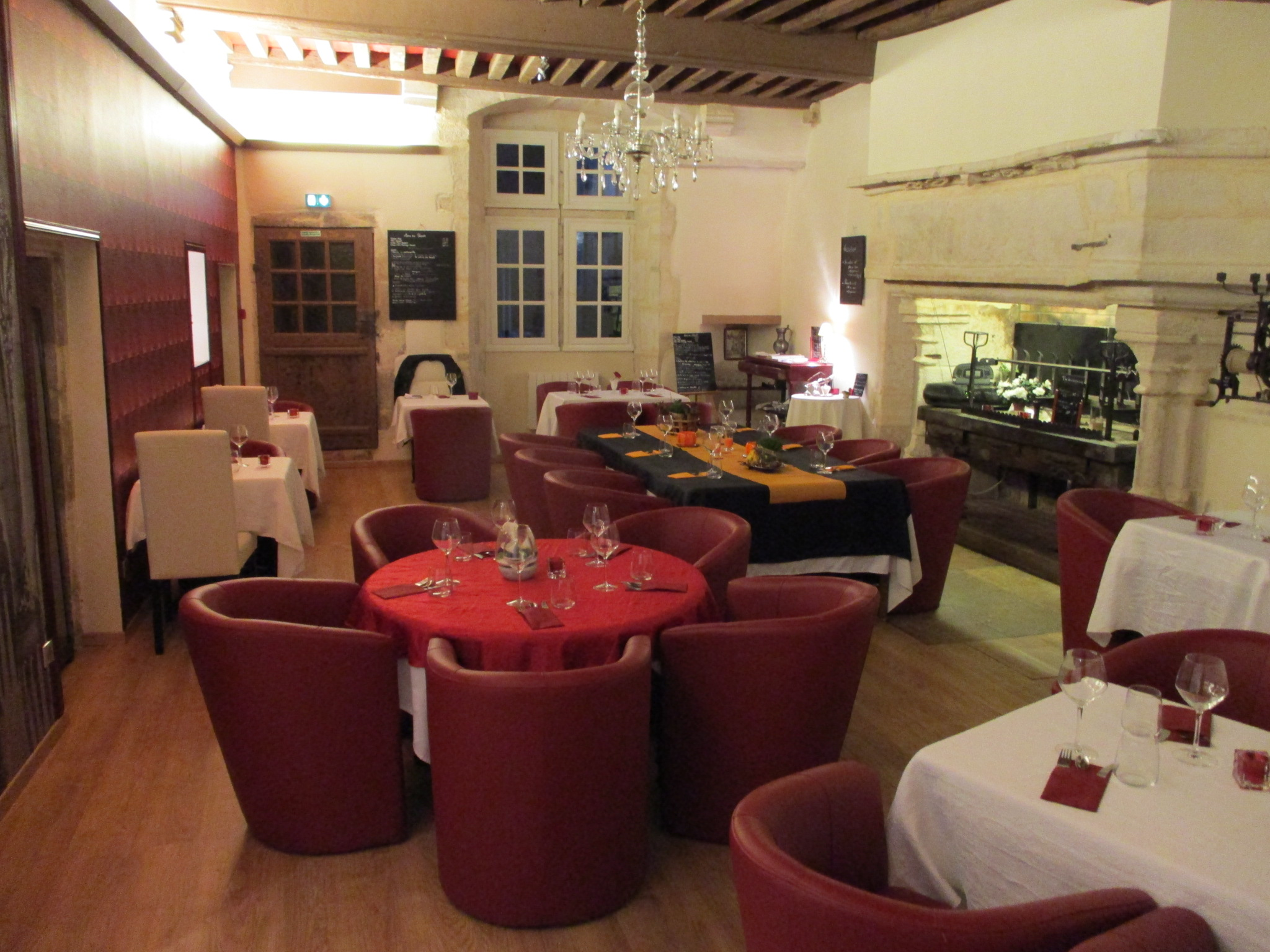
Actuel restaurant Relais de la Prévôté, partiellement d'origines

Il se fait construire le vaste Hôtel Gauthiot d'Ancier de Gray / Prévôté de Gray du Bailliage de Franche-Comté (ensemble immobilier dont il subsiste à ce jour deux immeubles voisins : l'Hôtel / Prévôté Gauthiot d'Ancier construit entre 1538 et 1548 rue du marché, et la maison haute construite en 1566 par Jean Gauthiot d'Ancier, rue des Terreaux, avec tuiles vernissées de Bourgogne). L’ensemble d’édifices, voisin de l'Hôtel de ville de Gray, et du château de Gray des comtes de Bourgogne, est achevé par son fils Simon après sa disparition, puis par son petit-fils Jean... (lieu également connu sous le nom d'oratoire du prêtre Pierre Fourier (1565-1640), ou ce dernier se retire en exil en 1636).

### Simon ou Symon Gauthiot d’Ancier (1490-1556)
Né à Gray, fils du précédent, il se joint en 1523 à la fuite en Italie du duc Charles III de Bourbon (1490-1527) (connétable de France / connétable de Bourbon, devenu lieutenant général des armées de l'Empereur Charles Quint) où ils remportent entre autres, au cours de la Sixième guerre d'Italie, la bataille de la Sesia contre les armées françaises du roi François Ier. 

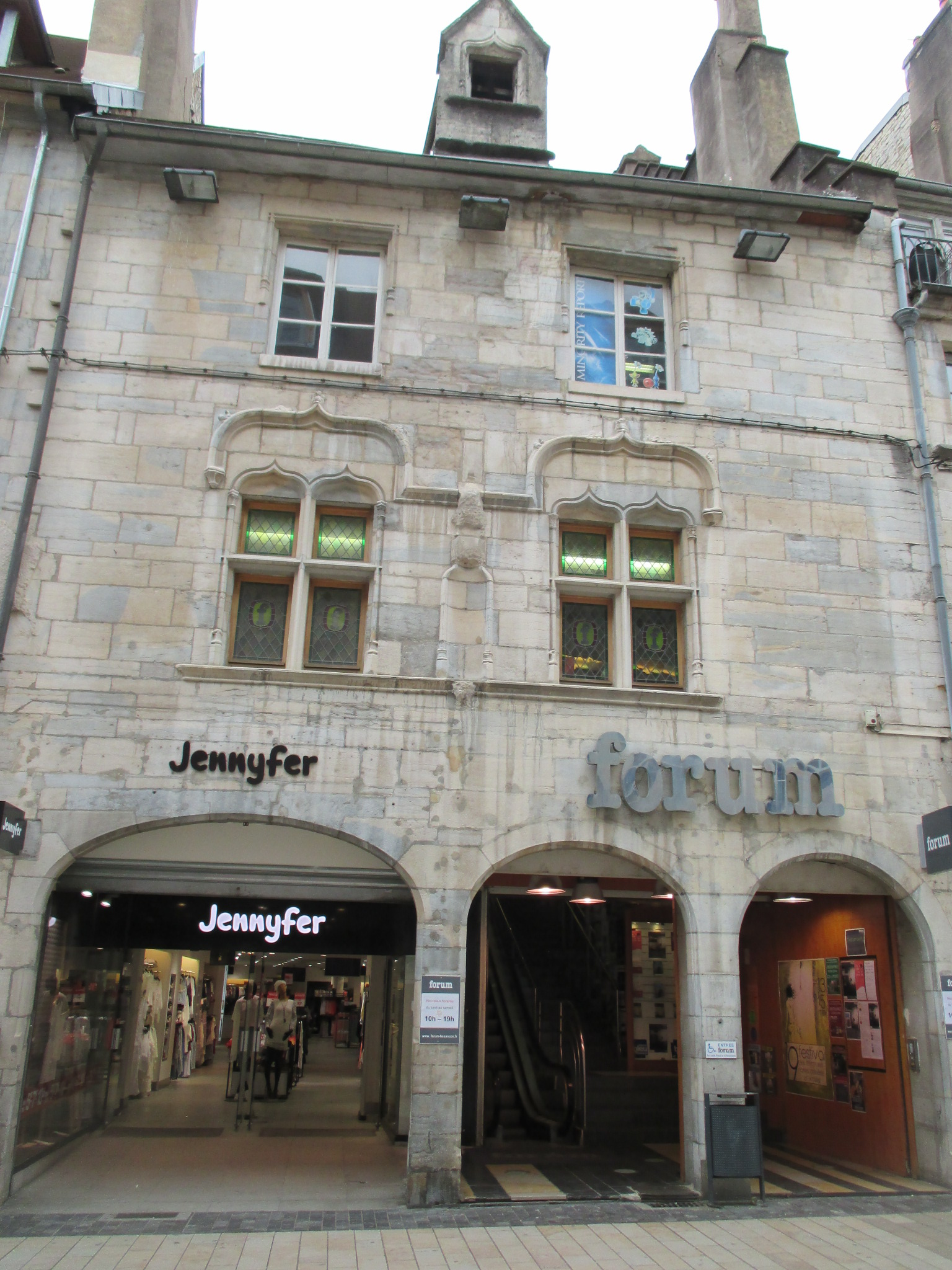
Hôtel Gauthiot d'Ancier (Besançon)
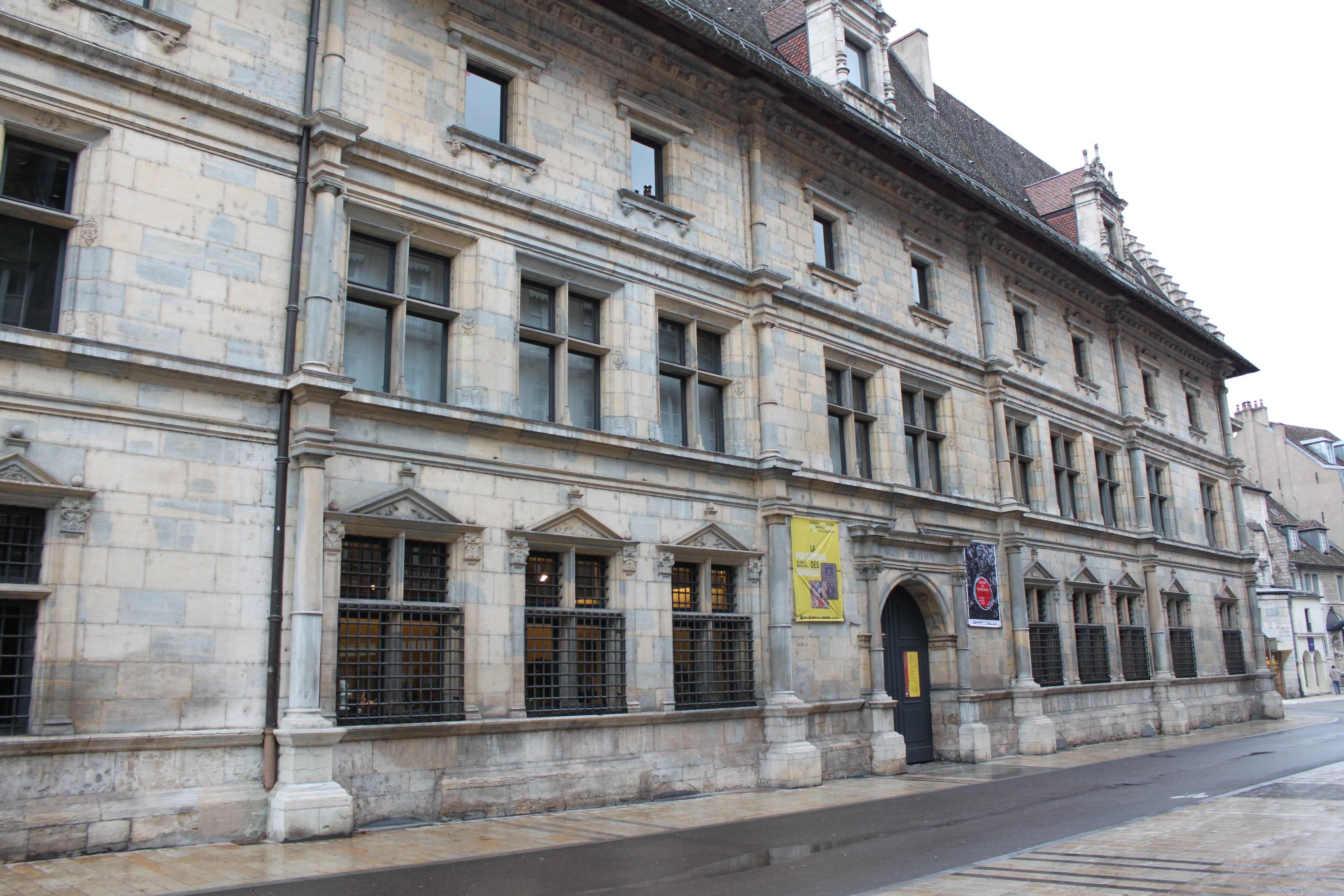
Palais Granvelle (Besançon) de Nicolas Perrenot de Granvelle et Antoine Perrenot de Granvelle (père et fils)
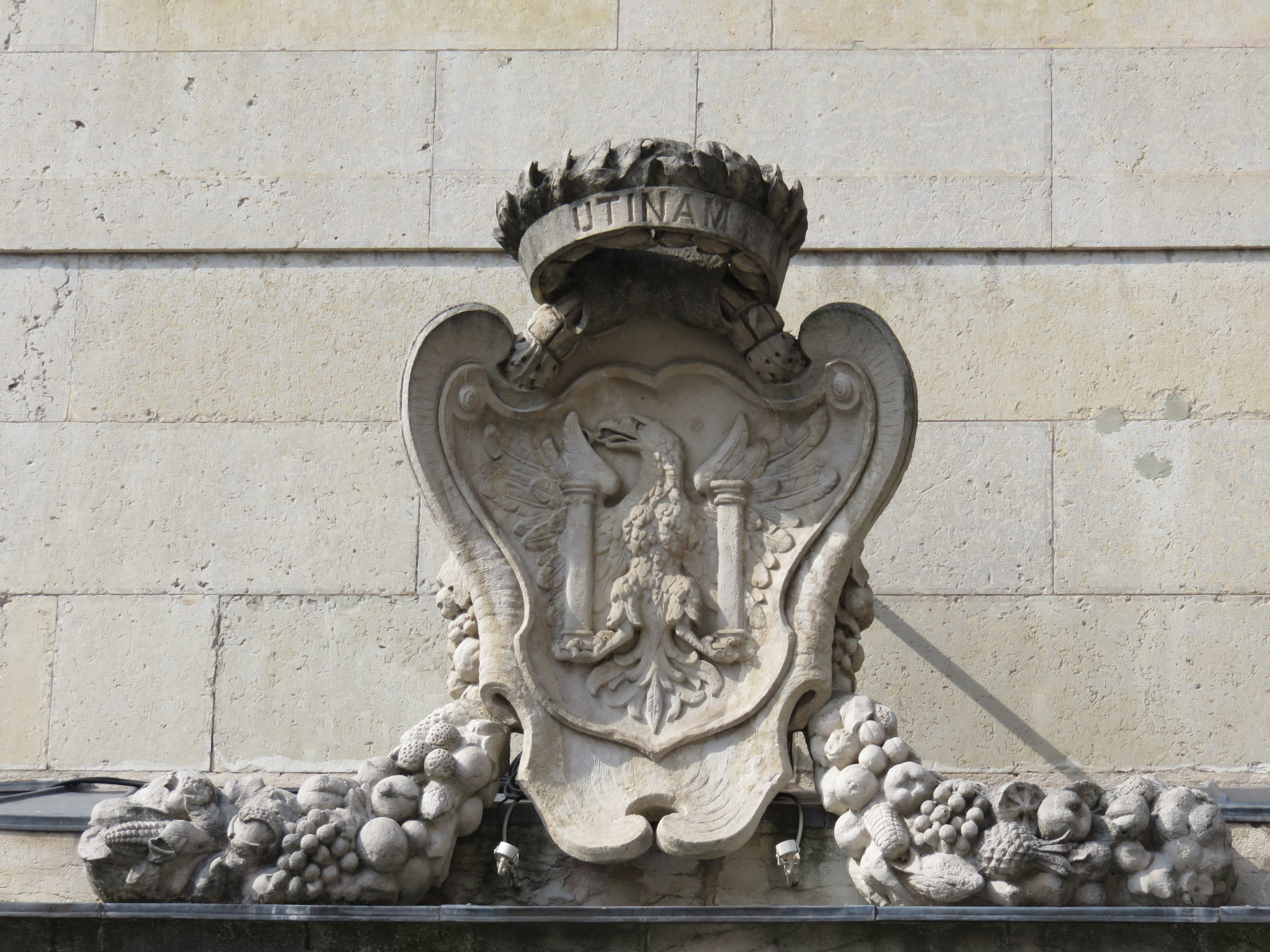
Armoiries de Besançon de l'empereur Charles Quint
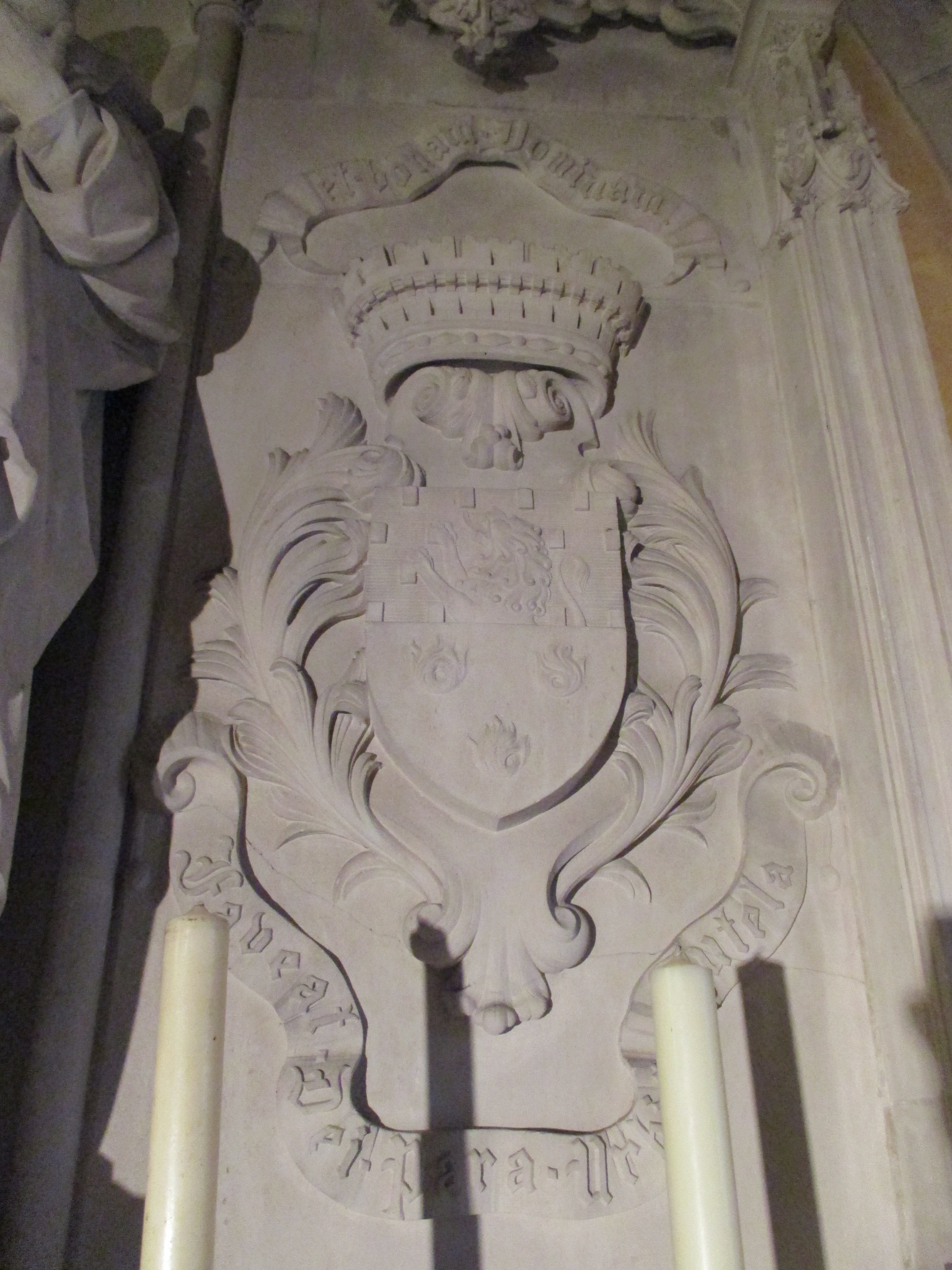
Armoiries de Gray

Il est anobli gentilhomme du Saint-Empire romain germanique de l'empereur Charles Quint à son retour à Besançon en 1527, prévôt de Gray du bailliage de Franche-Comté du Saint-Empire romain germanique, et nommé parmi les 14 gouverneurs de Besançon (alors Ville libre d'Empire du Saint-Empire romain germanique, indépendante du Comté de Bourgogne et de sa capitale de Dole, en tant qu'Archidiocèse de Besançon dirigé par des Prince-évêques dont Hugues Ier de Salins, et le cardinal Antoine Perrenot de Granvelle (liste des évêques et archevêques de Besançon)). Son influence auprès de l'empereur Charles Quint est telle qu'il est surnommé « le petit Empereur de Besançon »

Comté de Bourgogne et État bourguignon en 1477
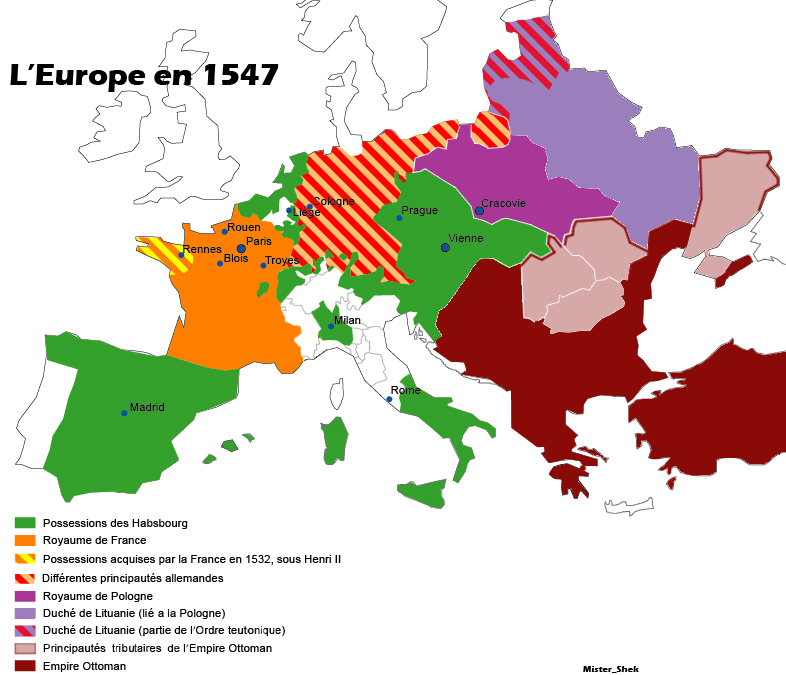
Occident chrétien en 1547 sous Charles Quint
Saint-Empire romain germanique de l'empereur Charles Quint au XVIe siècle
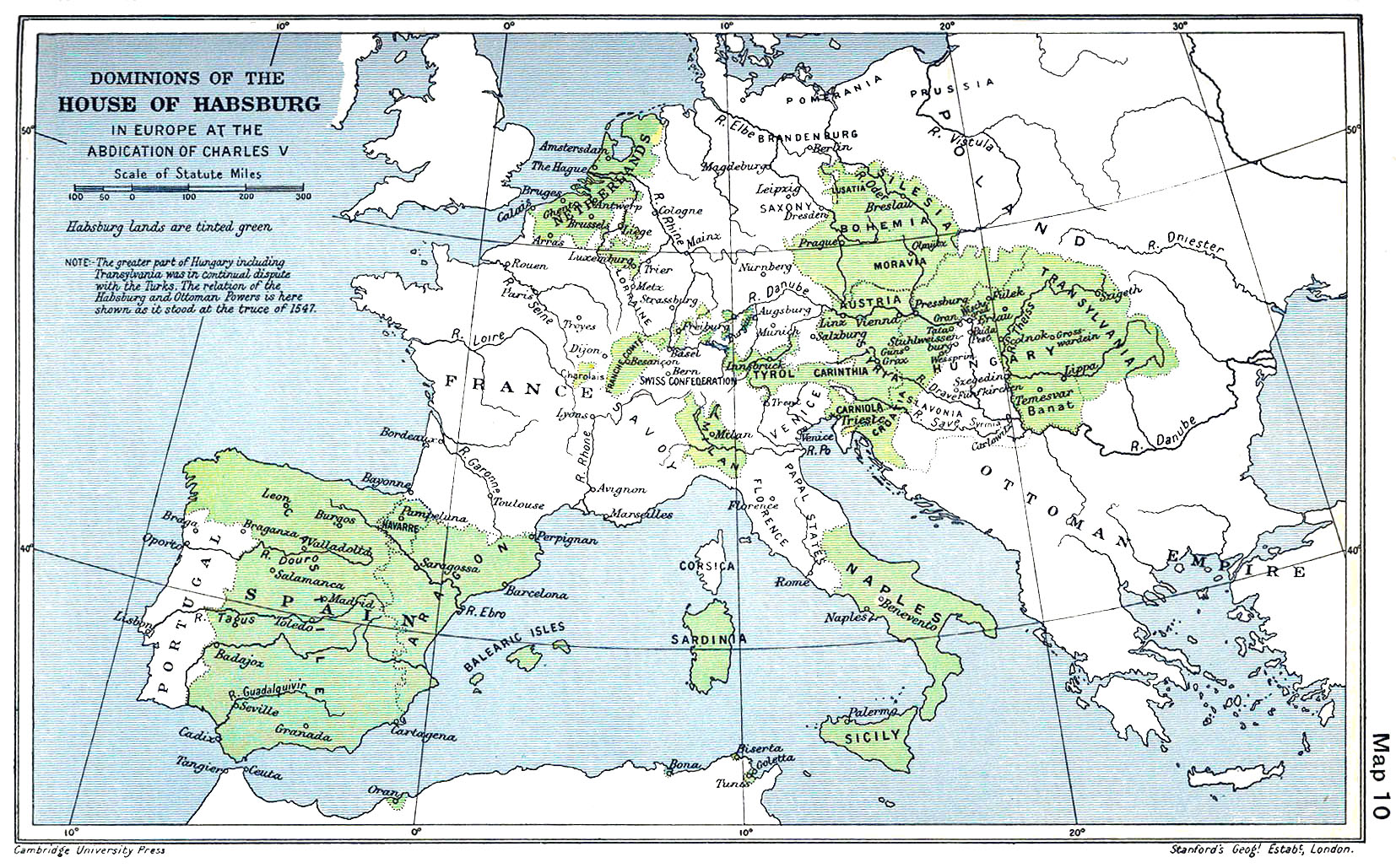
Possessions de la Maison de Habsbourg en 1577

Il fait construire entre 1530 et 1533 le palais/hôtel Gauthiot d'Ancier de Besançon, vaste ensemble immobilier de style gothique tardif / Renaissance, terminé en 1533 pour recevoir le Stathouder René de Chalon de la Maison d'Orange-Nassau, dans la Grande rue, à proximité du palais Granvelle de Besançon construit entre 1534 et 1547, par Nicolas Perrenot de Granvelle et Antoine Perrenot de Granvelle (autres importants dirigeants de Besançon, père et fils, au service de Charles Quint).
En 1537 il se retire en disgrâce de Besançon à Gray, où il disparaît en 1556, accusé devant l’empereur par son rival Nicolas Perrenot de Granvelle et par les autres gouverneurs de Besançon, d’abus, de gaspillages, de malversations, d'utilisation de biens communaux comme ses biens privés, de menaces, d’actes de terreur, d’emprisonnement, d’usurpations, et de soutien aux protestants luthériens Huguenots / anti catholique, en pleine période de Renaissance Humaniste, et de troubles religieux et prémices des guerres de religion française entre catholiques et protestants. Il est réhabilité avant sa disparition par sa protectrice et sœur de l'empereur, l'archiduchesse Marie d'Autriche (1505-1558).

### Jean Gauthiot d'Ancier

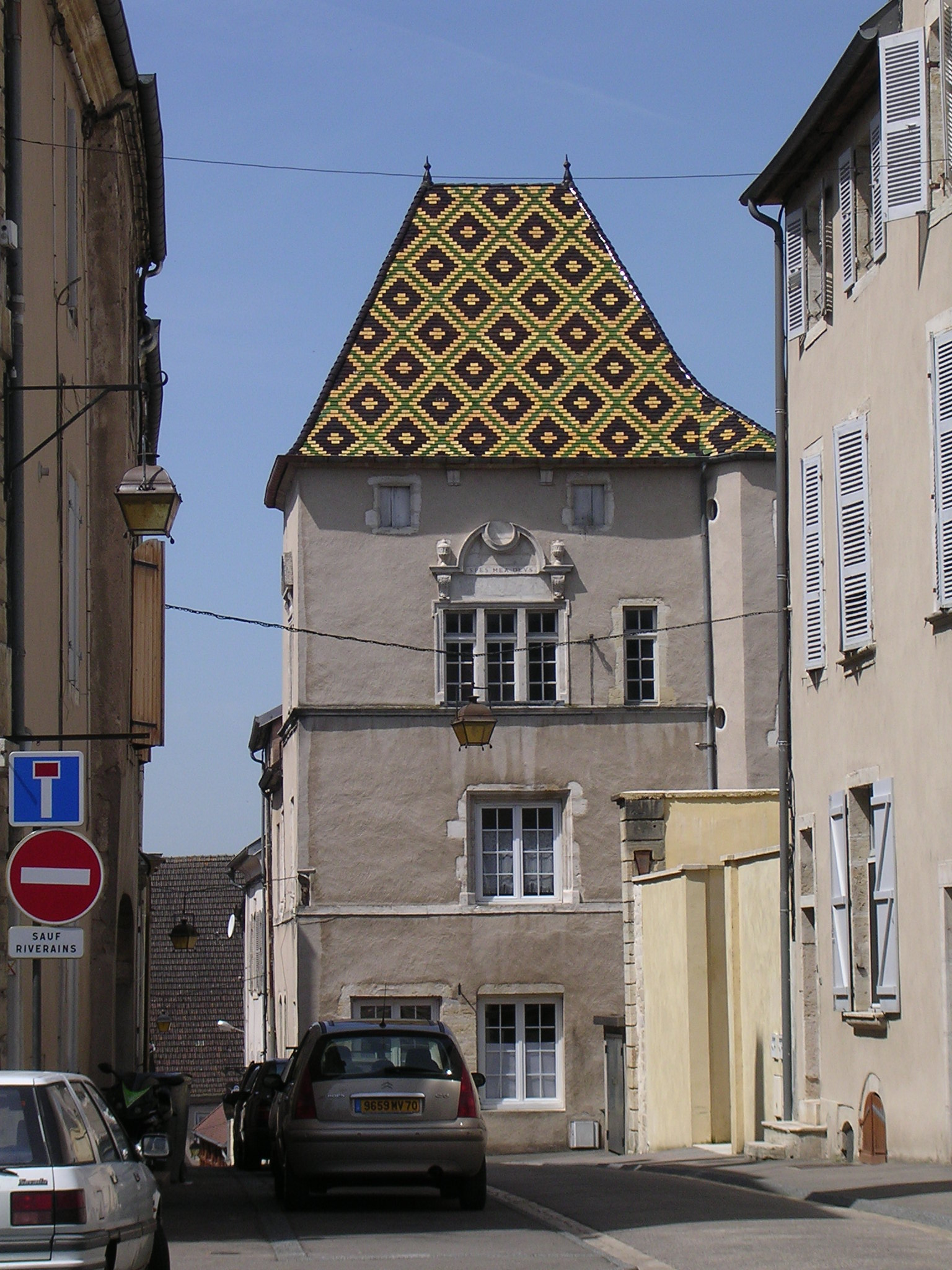
Hôtel de Jean Gauthiot d'Ancier, 12 rue des Terreaux, 1566.

Fils du précédent, cogouverneur de Besançon de 1582 à 1583. Il fait construire la maison haute à tuiles vernissées de Bourgogne de l'hôtel Gauthiot d'Ancier de Gray / Prévôté de Gray du Bailliage de Franche-Comté.

### Fernand Gauthiot d’Ancier
Fils du précédent 

### Antoine-François Gauthiot d’Ancier
Fils du précédent. Son legs aux jésuites finance la construction, de 1680 à 1688, de la chapelle de leur collège à Besançon (actuelle église Saint François-Xavier).